# Campionato Nazionale 1932-1933
La stagione 1932-1933 è stato il diciottesimo e ultimo Campionato Nazionale, e ha visto campione l'Hockey Club Davos.

## Gruppi

### Serie Est
| Davos 18 dicembre 1932 | Davos | 8 – 1 referto | St. Moritz |  |

### Serie Centrale
| Dolder Zürich 15 dicembre 1932 | Zürcher SC | 6 – 1 referto | Grasshopper Club |  |

### Serie Ovest
L'Hockey-Club Château-d'Œx è vincitore del gruppo senza giocare una partita.

## Finale

### Classifica
| Posizione | Squadra      | G | V | N | P | GF | GF | DR  | Punti | Osservazioni      |
| --------- | ------------ | - | - | - | - | -- | -- | --- | ----- | ----------------- |
| 1.        | Davos        | 2 | 2 | 0 | 0 | 14 | 0  | 14  | 4     | Campione Svizzero |
| 2.        | Zürcher SC   | 2 | 1 | 0 | 1 | 3  | 5  | -2  | 2     |                   |
| 3.        | Château-d'Œx | 2 | 0 | 0 | 2 | 1  | 13 | -12 | 0     |                   |

### Risultati
| Dolder Zürich 31 gennaio 1933 | Zürcher SC | 0 – 4 referto | Davos |  |

| Dolder Zürich 4 marzo 1933 | Château-d'Œx | 0 – 10 referto | Davos |  |

| Dolder Zürich 5 marzo 1933 | Zürcher SC | 3 – 1 referto | Château-d'Œx |  |

## Verdetti
| Campionato Nazionale 1932-1933 | Campionato Nazionale 1932-1933 |
| ------------------------------ | ------------------------------ |
| Campionato Nazionale           | Davos                          |

### Roster della squadra vincitrice
| Vincitori del Campionato Nazionale HC Davos | Portieri: Difensori: Attaccanti: Ferdinand Cattini, Bibi Torriani Allenatore: nessuno |